# Nericonia nigra
Nericonia nigra är en skalbaggsart som beskrevs av Charles Joseph Gahan 1894. Nericonia nigra ingår i släktet Nericonia och familjen långhorningar.
Artens utbredningsområde är:
- Laos.
- Myanmar.

Inga underarter finns listade i Catalogue of Life.